# Atlético Clube Rioverdense
Atlético Clube Rioverdense é um clube brasileiro de futebol, sediado na cidade de Rio Verde, no estado de Goiás. Antigamente suas cores principais eram o verde e o branco, e depois mudou para vermelho e preto. Foi campeão da Terceira Divisão Goiana em 2009.

## História
Foi fundado em 13 de julho de 1984, suas cores eram o verde e branco que depois foram mudadas para vermelho e preto.
No ano de 2009 foi campeão da Terceira Divisão Goiana.
Uma curiosidade é que no ano de 2019 os jogadores do time ficaram preso em um hotel depois da derrota de 3 a 0 para a equipe do Santa Helena.

## Títulos
| Estaduais | Estaduais                             | Estaduais | Estaduais  |
|           | Competição                            | Títulos   | Temporadas |
| --------- | ------------------------------------- | --------- | ---------- |
|           | Campeonato Goiano da Terceira Divisão | 1         | 2009       |

- Vice-Campeonato Goiano da Terceira Divisão: 2003